# Ruta del Condado de San Diego S4
La County Route S4 o en español la Ruta de Condado S4 es una carretera situada al norte de los límites de la ciudad de San Diego, California. La ruta pasa a través de la Interestatal 15 como Poway Road al este de la Ruta Estatal de California 67.

## Intersecciones principales
Toda la ruta está en el condado de San Diego.
| Ubicación | Destinos                                                       | Notas                            |
| --------- | -------------------------------------------------------------- | -------------------------------- |
| San Diego | Rancho Peñasquitos Boulevard                                   | Continuación más allá de la I-15 |
| San Diego | I 15 (Escondido Freeway)                                       | Intercambio                      |
| San Diego | Sabre Springs Parkway                                          |                                  |
| Poway     | Pomerado Road                                                  |                                  |
| Poway     | Community Road                                                 |                                  |
| Poway     | San Diego S5 (Espola Road), en Escondido, Condado de San Diego |                                  |
| Poway     | SR 67 en Ramona, Lakeside y El Cajón                           |                                  |